# Алпеево
Алпеево — деревня в Сосковском районе Орловской области.
Входит в состав муниципального образования Алпеевское сельское поселение.

## География
Расположена юго-западнее деревни Прилепы и восточнее административного центра поселения — села Гнилое Болото на правом берегу реки Ицка. С автомобильной дорогой 54К-17 деревню соединяет проселочная дорога.

## История
По состоянию на 1927 год деревня являлась центром Алпеевского сельского совета Нижне-Боевской волости Орловского уезда, её население составляло 444 человека (214 мужчин и 230 женщин) при 92 дворах.

## Население
| 2010 |
| ---- |
| 29   |